# Takuji Hayata
Takuji Hayata (jap. 早田 卓次, Hayata Takuji; * 10. Oktober 1940 in der Präfektur Wakayama) ist ein ehemaliger japanischer Kunstturner. Er war zweifacher Olympiasieger.
Hayata gewann bei den Olympischen Sommerspielen 1964 in Tokio eine Goldmedaille an den Ringen und im Mannschaftsmehrkampf. Im Einzelmehrkampf belegte er den Platz 8. Bei den Turn-Weltmeisterschaften 1970 in Ljubljana wurde er Weltmeister im Mannschaftsmehrkampf und wurde Dritter am Reck.
2004 wurde Hayata in die International Gymnastics Hall of Fame aufgenommen.